# San Holo
Сандер ван Дейк (нидерл. Sander van Dijck; род. 26 ноября 1990, обычно известен под сценическим псевдонимом San Holo) — нидерландский диджей и музыкальный продюсер, представитель жанра фьюче-бейс. Его самый популярный трек — это ремикс на композицию Dr. Dre — «The Next Episode». Ремикс Сандера собрал более 200 миллионов просмотров на YouTube. Также его работы выходили на таких лейблах, как Spinnin’ Records, OWSLA и Monstercat. Он основал свою студию bitbird, но до 7 июля 2016 года не выпускал на ней ни одной своей композиции, открыла список песня «Still Looking». Первый EP, Cosmos, был выпущен 18 сентября 2014 и попал в категорию Top 100 Electronic в iTunes.

## Биография и карьера
Сандер окончил обучение музыкальному продюсированию в Поп Академии Роттердама. Он получил высшее образование в 2012 году и начал карьеру музыканта в 2013. Первое внимание к себе привлёк в 2014 году, когда он подписал контракт c Heroic Recordings. Его дебютный EP, Cosmos, был выпущен 18 сентября 2014 года и попал в категорию Top 100 Electronic в iTunes. В ноябре 2014 года он выпустил ремикс на песню Dr. Dre — «The Next Episode», который сейчас собрал более 100 миллионов просмотров на YouTube.
В сентябре 2014 года Walt Disney Pictures грозил иском против Сандера ван Дейка. Они полагали, что его сценическое имя Сан Холо было слишком похоже на Хана Соло, персонажа саги «Звёздные Войны».
4 мая 2015 года он выпустил трек под названием «Victory» на Monstercat. 25 мая 2015 года также выпустил музыкальное видео на песню «Hold Fast». Обе песни стали частью 22-го альбома Monstercat под названием Contact и San Holo Victory EP.
26 января 2016 года Сандер выпустил сингл с Yellow Claw под названием «Allright» на лэйбле OWSLA . Это был второй трек ван Дайка в OWSLA.
11 марта 2016-го он выпустил новый EP New Sky со вторым синглом и клипом на Monstercat, под названием «They Just Haven’t Seen It». Этот, а также один из его главных ЕР New Sky, стал частью 26 альбома канала Monsercat под названием Resistance.
7 июня выпустил трек «Still Looking» на лейбле bitbird.
После относительно долгого затишья, в ноябре 2016 года Сандер выпустил свой новый трек под названием «Light».
21 сентября 2018 года выпустил новый LP album1
В 2021 году выпустил новый альбом -  bb u ok?

## Дискография

### Студийные альбомы
| Название | Детали                                                                 |
| -------- | ---------------------------------------------------------------------- |
| Album1   | - Релиз: 21 сентября 2018 - Лейбл: Bitbird - Формат: Цифровая загрузка |

### Мини-альбомы
| Название                           | Детали                                                                           |
| ---------------------------------- | -------------------------------------------------------------------------------- |
| Corellia                           | - Релиз: 26 марта 2013 - Лейбл: N/A - Формат: Цифровая загрузка                  |
| Demons                             | - Релиз: 10 октября 2013 - Лейбл: N/A - Формат: Цифровая загрузка                |
| Cosmos                             | - Релиз: 18 сентября 2014 - Лейбл: Heroic Recordings - Формат: Цифровая загрузка |
| Victory                            | - Релиз: 25 мая 2015 - Лейбл: Monstercat - Формат: Цифровая загрузка             |
| New Sky                            | - Релиз: 11 марта 2016 - Лейблl: Monstercat - Формат: Цифровая загрузка          |
| The Trip                           | - Релиз: 26 декабря 2017 - Лейбл: Bitbird - Формат: Цифровая загрузка            |
| Create Create Create(как Casilofi) | - Релиз: 28 декабря 2018 - Лейбл: Bitbird, - Формат: Цифровая загрузка           |

### Синглы

#### Как ведущий артист
Cosmos EP (2014)
- Welcome (2014)
- Memories (2014)
- Fly (2014)
- Hiding (2014) (при участии The Nicholas)

Victory ЕР (2015)
- Victory (2015)
- Shrooms (2015)
- Hold Fast (2015) (при участии Tessa Douwstra)

New Sky EP (2016)
- New Sky (2016)
- They Just Haven’t Seen It (2016) (при участии The Nicholas)

The Trip EP (2017)
- Trip (2017)
- b song (2017)
- Self-love (2017)
- b song by Analogue Dear (2017) (исполнение Analouge Dear)
- ty (2017) (просто звук птички)

The "album 1" (2018)
- Everything matters (when it comes to you)(2018)
- Lift me from the ground (при участии Sofie Winterson)(2018)
- Show me(2018)
- Brighter days (при участии Bipolar Sunshine)(2018)
- Always on my mind (при участии James Vincent McMorrow и Yvette Young)(2018)
- Go back in time(2018)
- Love (wip) ( при участии Cassini)(2018)
- Voices in my head ( при участии The Nicholas)(2018)
- Worthy(2018)
- Forever free (при участии Duskus)(2018)
- Surface (при участии Caspian)(2018)
- Vestal avenue(2018)

##### Не-ЕР синглы
- We Rise (2015)
- BWU (2015)
- Donkey Kong (2015)
- Can’t Forget You (2015) (солист The Nicholas)
- $TUPID (2013)
- Still Looking (2016)
- Raw (2016)
- Light (2016)
- The Future (feat. James Vincent McMorrow) (2017)

#### Другие коллаборации
- Smile On Your Face (2015) (Point Point, при участии San Holo)
- You Don’t Know (2015) (с Boehmer)
- Dump It (2015) (c TWRK)
- Beautiful (The Nicholas ft. San Holo)
- IMISSU (2015)
(with Father Dude)
- Alright (2016)
(with Yellow Claw)
- Old Days (with Yellow Claw)
- OK! (with Jauz)
- Covet - "shibuya" (ft.San Holo)

### Ремиксы
- Point Point — Double Oreo
- Doja Cat — So High
- Tchami — Afterlife
(Featuring Stacy Barthe)
- O.T Genasis — CoCo
- Outkast — Ms. Jackson
- Dr. Dre feat. Snoop Dogg — The Next Episode
- 50 Cent — In Da Club
- Eminem -Lose Yourself
- Nelly — Ride Wit Me
- Skee-Lo — I Wish
- Autolaser- Holding U
- Blur — Song 2
- Портер Робинсон — Natural Light
- Уилл Смит - Gettin' Jiggy Wit It
- DJ Snake — Middle
- Clams Casino — I’m God (San Holo Edit)

### Миксы
- « San Holo BBC1 Initiation mix»
- «New Sky Tour Mix»
- «birdmix»
- «birdmix 2»
- «bitbird radio #001»
- «bitbird radio #002»
- «bitbird radio #003»
- «bitbird radio #004»
- «bitbird radio #005»
- «bitbird radio #006»
- «bitbird radio #007»
- «bitbird radio #008»
- «bitbird radio #009»
- «bitbird radio #010»
- «bitbird radio #011»
- «bitbird radio #012»
- «bitbird radio #013»
- «bitbird radio #014»
- «bitbird radio #015»
- «bitbird radio #016»
- «bitbird radio #017»
- «bitbird radio #018»